# Høm
Høm ist ein Ort auf der dänischen Insel Seeland. Er gehört zur Gemeinde Ringsted in der Region Sjælland und zählt 477 Einwohner (Stand 1. Januar 2023).

## Entwicklung der Einwohnerzahl
| Jahr           | Einwohner |
| -------------- | --------- |
| 1. Januar 1976 | 267       |
| 1. Januar 1981 | 353       |
| 1. Januar 1986 | 357       |
| 1. Januar 1990 | 350       |
| 1. Januar 1996 | 330       |
| 1. Januar 2000 | 333       |
| 1. Januar 2004 | 448       |
| 1. Januar 2008 | 482       |
| 1. Januar 2010 | 482       |

## Verkehr
Høm liegt an der Primærrute 14 (Roskilde–Næstved) südlich von Ringsted.

## Verwaltungszugehörigkeit
- bis 31. März 1970: Landgemeinde Vetterslev-Høm, Sorø Amt
- 1. April 1970 bis 31. Dezember 2006: Ringsted Kommune, Vestsjællands Amt
- seit 1. Januar 2007: Ringsted Kommune, Region Sjælland